# اورسته بالدینی
اورسته بالدینی (ایتالیایی: Oreste Baldini؛ زادهٔ ۸ ژوئیهٔ ۱۹۶۲) یک هنرپیشه، صداپیشه، دیالوگ‌نویس و مدیر دوبلاژ اهل ایتالیا است.
از فیلم‌ها یا برنامه‌های تلویزیونی که وی در آن نقش داشته‌است می‌توان به پدرخوانده: قسمت دوم اشاره کرد.